# John Hicks
John Richard Hicks (ur. 8 kwietnia 1904 w Royal Leamington Spa w Anglii, zm. 20 maja 1989 w Blockley) – brytyjski ekonomista, laureat Nagrody Banku Szwecji im. Alfreda Nobla w dziedzinie ekonomii w 1972 roku.

## Życiorys
Profesor uniwersytetów w Londynie, Cambridge, Manchesterze, od 1952 w Oksfordzie. Zajmował się problemami ogólnej równowagi ekonomicznej i wzrostu gospodarczego. Jeden z najwybitniejszych w teorii ekonomii przedstawicieli nurtu matematycznego w ekonomii, czerpiący z dorobku austriackiej szkoły ekonomicznej – współpracował stale z innym przedstawicielem tego nurtu, R.G.D. Allenem. Współautor tzw. współczynnika Kaldora-Hicksa do porównań poziomu dobrobytu oraz modelu Hicksa-Hansena – opartego na teorii keynesowskiej opisu gospodarki jako równowagi pieniądza, konsumpcji i inwestycji.
Jest twórcą modelu IS-LM, który jest ilustracją graficzną argumentu przedstawionego przez Johna Maynarda Keynesa w opublikowanej w 1936 roku książce zatytułowanej Ogólna teoria zatrudnienia, procentu i pieniądza, opisującego w jaki sposób gospodarka może znajdować się w równowadze przy niepełnym zatrudnieniu. Hicks opublikował go jako pierwszy w artykule zatytułowanym Mr. Keynes and the „Classics”; A Suggested Interpretation opublikowanym w 1937 roku.
W 1972 wraz z Kennethem Arrowem otrzymał Nagrodę Banku Szwecji im. Alfreda Nobla w dziedzinie ekonomii za ich pionierski wkład za ogólną teorię równowagi oraz teorię dobrobytu.

## Wybrane prace
- J.R. Hicks. Mr. Keynes and the „Classics”; A Suggested Interpretation. „Econometrica”. 5, s. 147–159, 1937.
- Value and Capital (1939)
- Capital and Time: A New-Austrian Theory (1973)
- Causality in Economics (1979).